# Казарма 1331 км
Казарма 1331 км — населённый пункт в Чернушинском районе Пермского края. Входит в состав Тюинского сельского поселения.

## География
Расположен в восточной части Буйской волнистой равнины, на равнинно-холмистом Приуралье, на отрогах Тулвинской возвышенности, в зоне широколиственно-хвойных лесов, испытавших заметное антропогенное воздействие, примыкая к южной окраине деревни Тёмное.
Климат
умеренно континентальный. Характерна продолжительная зима и довольно жаркое лето. Значительны суточные и годовые амплитуды температур. Годовая амплитуда температур составляет 50—60 °C.
Среднегодовая температура воздуха +1,5 °C; средняя температура января −15,6 °C; средняя температура июля +18,4 °C.

## История
Возник как поселение железнодорожников и их семей во время строительства в 1913—1920 годы железной дороги Казань-Екатеринбург (Казанбургской) как части Транссибирской железнодорожной магистрали.

## Население
| 2010 |
| ---- |
| 5    |

В 2005 году численность населения составляла 9 человек.
Гендерный состав
По результатам переписи 2010 года численность населения составила 5 человек, в том числе 3 мужчины и 2 женщины.

## Инфраструктура
Путевое хозяйство Горьковской железной дороги. Действует остановочный пункт 1331 км.

## Транспорт
1331 км доступен автомобильным и железнодорожным транспортом.